# Gulnäbbad skata
Gulnäbbad skata (Pica nuttalli) är en utrotningshotad fågel i tättingfamiljen kråkfåglar. Den har en mycket begränsad utbredning i Kalifornien i USA.

## Utseende och läte
Gulnäbbad skata är en medelstor (43–54) svartvit kråkfågel med lång avsmalnad stjärt. Den är näranog identisk med amerikansk skata men har karakteristiskt gul näbb och gul bar hud runt ögat. Den är även något mindre. Lätena skiljer också något, med kortare och uppåtböjd gnälläte och något ljusare tjatter.

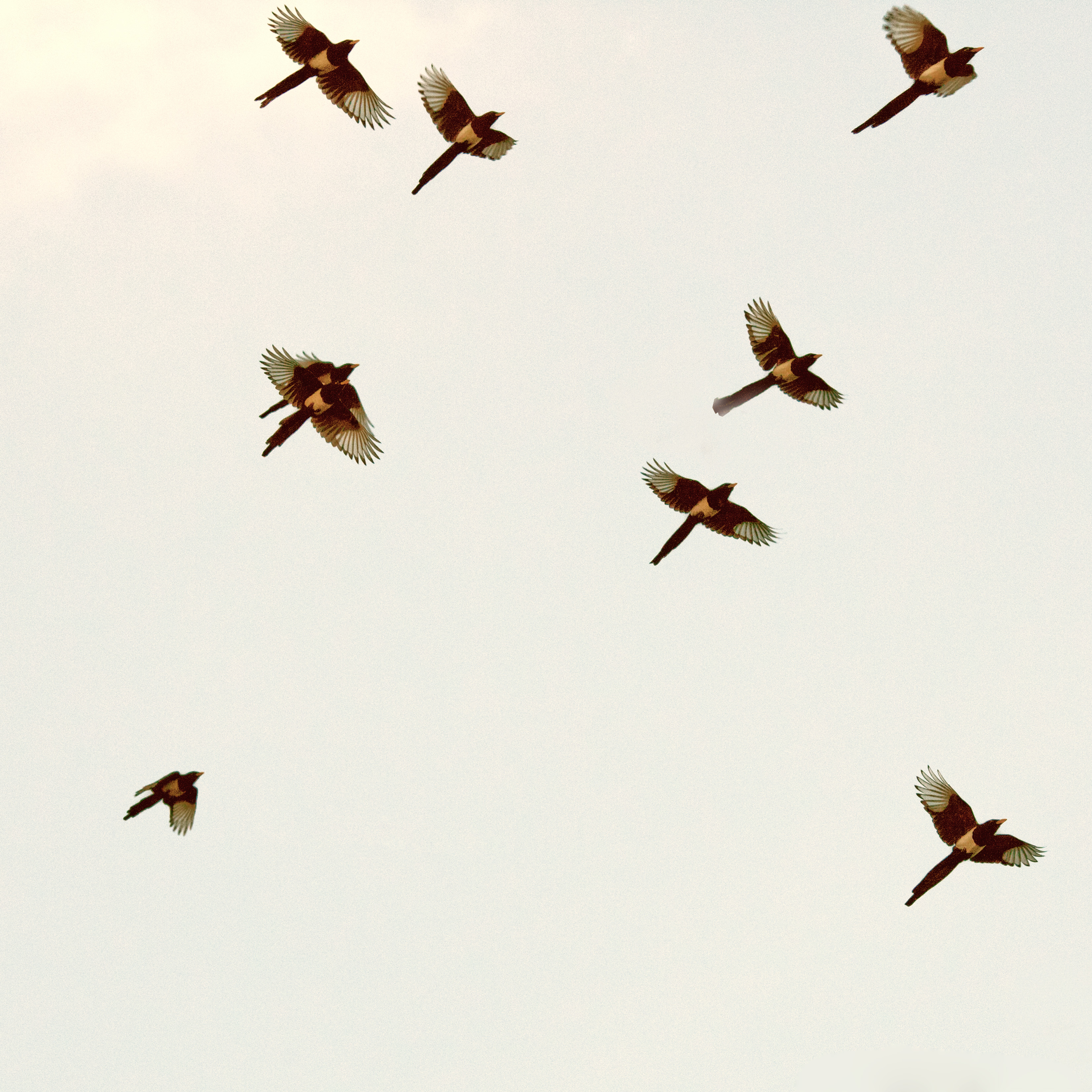

## Utbredning och systematik
Gulnäbbad skata förekommer enbart i centrala Kalifornien i USA, i inlandet, kustområden, dalar och låglänta områden. Den behandlas som monotypisk, det vill säga att den inte delas in i några underarter. Arten är trots sitt avvikande utseende mycket nära släkt med amerikansk skata.

Artens utbredningsområde.

## Levnadssätt
Gulnäbbad skata hittas i eksavann, med stora träd spridda i vida områden med öppen gräs- och betesmark. Under senare tid har den ökat i mer urban miljö, framför allt i Sacramentodalen. Den födosöker i odlade fält och fruktträdgårdar på jakt efter allt från ryggradslösa djur, små däggdjur, fågelungar och fågelägg till as, matrester och vegetabilier som frukt, säd, frön och nötter. Bobygge sker från december till mars, med äggläggning från mars till maj.

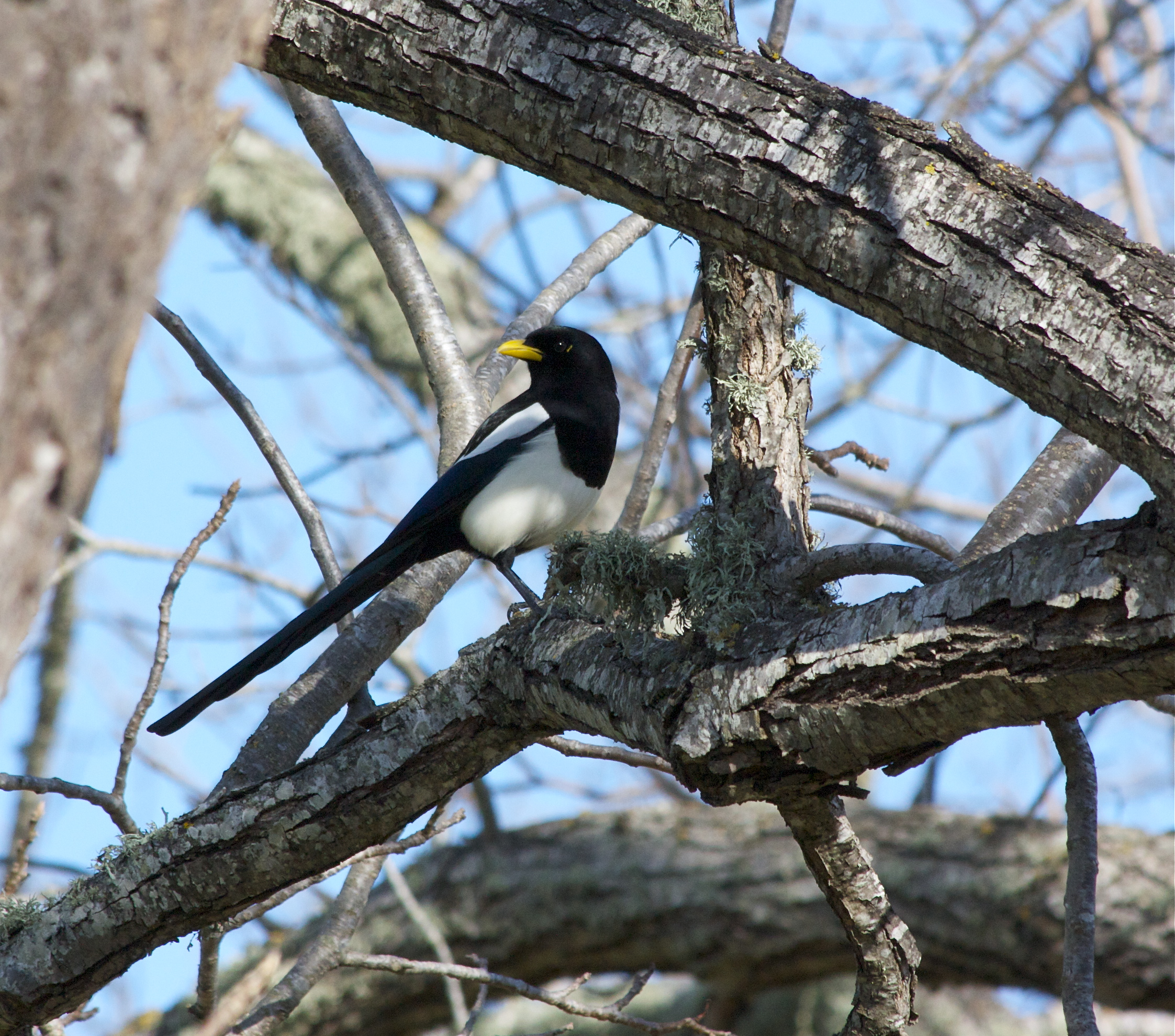

## Status och hot
Gulnäbbad skata minskade kraftigt i antal mellan 2003 och 2008 till följd av nilfeber. Studier visar att den gör det fortfarande, även om beståndet återhämtat sig något. Internationella naturvårdsunionen IUCN anser den därför vara hotad och placerar den i hotkategorin sårbar.

## Namn
Fågelns vetenskapliga artnamn hedrar Thomas Nuttall (1786-1859), engelsk botaniker och ornitolog, periodvis verksam i USA.